# La pagella
La pagella è un film italiano del 1980 diretto da Ninì Grassia. È tratto dalla canzone (e dalla sceneggiata omonima) di Antonio Moxedano e Tony Iglio  'A pagella del 1977.

## Trama
La storia è ambientata a Napoli. Salvatore e Assunta Fontana sono orgogliosi del loro unico figlio, Gennarino, che è il primo della classe, grazie anche alle lezioni extra-scolastiche che riceve da Amelia, la figlia della padrona del palazzo dove hanno l'appartamento e l'officina meccanica condotta dallo stesso Salvatore, assistito dal suo aiutante Antonio. Il commissario di polizia Vincenzo Saliani fonde il motore durante un inseguimento: fa riparare la vettura da Salvatore, diventandone così amici.
Gennarino è promosso con tutti dieci e il padre lo porta da un orefice per acquistargli il promesso orologio d'oro, ma entrambi capitano nel mezzo d'una rapina, nella quale Gennarino e il gioielliere restano uccisi. Saliani tenta invano di fare uscire Salvatore dalla depressione, ma l'uomo cede l'officina all'inetto Antonio e fa debiti verso la poco generosa madre di Amelia. In un bar Salvatore viene avvicinato da un certo Riccio per truccare una moto di grossa cilindrata da usare per commettere delle rapine. Ma quelle moto fanno scattare nella sua mente la vendetta, perché vi riconosce quelle usate per la rapina nella quale morì il figlio.
Saliani comprende che Salvatore collabora con la banda di Riccio, ma lo capisce anche Angelo, uno di loro, assassino di Gennarino e ragazzo di Amelia: poco prima di morire, Gennarino aveva detto chiaramente: “Ho visto Angelo” e Salvatore collega la frase al nome dell'omicida e alla moto. Scoperto, Salvatore viene aggredito dai rapinatori e imprigionato nel garage covo della banda. Mentre i criminali stanno rapinando una banca, Salvatore riesce a liberarsi e ingaggia un disperato inseguimento, che si conclude con uno scontro a fuoco sulle pendici del Vesuvio dove, alla fine, consuma la vendetta del figlio, uccidendo Angelo.

## Cast
È l'ultimo film in cui compare Beniamino Maggio.
Nel film tutti gli attori sono doppiati, compreso il protagonista Mario Trevi (doppiato da Bruno Alessandro, storica voce di Horst Tappert nei panni de L'ispettore Derrick). Pur essendo doppiato, tutte le canzoni presenti nel film sono di Mario Trevi.

## Locandina
Appare molto efficace il manifesto del film, in cui appare l'immagine di una “pagella scolastica” insanguinata, che prende l'intero formato, sovrastata da una pistola, su fondo nero.

## Produzione
Il film è prodotto per la Concorde Cinematografica da Michele Dello Iacono.

È il primo film che vede Ninì Grassia in veste di regista.
Seguiranno almeno altri undici film musicali curati a vario titolo dallo stesso, tra regia e produzione, ed almeno dieci film diretti da Grassia, ambientati a Napoli e dintorni.
Alcune scene sono state girate nello Zoo di Napoli e nella Villa Comunale di Napoli.
Sequenze tratte dal film appaiono sul web.
L'Autofficina Salvatore Fontana si trova a Napoli, nella piazzetta Pietro Giannone, nei pressi di Piazza Carlo III, ed ospita un parcheggio ad ore.
In origine il testo della canzone e della sceneggiata si concludeva con la rapina nella gioielleria; per il film si pensò di prolungare la vicenda, aggiungendo una seconda parte in cui Salvatore Fontana cerca vendetta per la morte del figlio. Per l'ampliamento della trama, Grassia si ispirò al film Un borghese piccolo piccolo di Mario Monicelli.
Nello sketch in cui Fiorello fa una parodia della sceneggiata napoletana prende come modello (seppur non nominandolo), il film La pagella di Mario Trevi, menzionando il figlio Gennarino e la rapina nella gioielleria.

## Accoglienza
L'incasso del film al botteghino fu di un miliardo e ottocento milioni di lire.

## Colonna sonora
- 'N'avventura (Moxedano-Iglio)
- Disprezzo (Fiore-Iglio)
- Buonanotte amore mio (Fiore-Iglio)
- Scioscià sciò (Bonagura-Moxedano-Iglio)
- Carissima (Fiore-Iglio)
- 'A pagella (Moxedano-Iglio)